# Бахаєв (хутір)
Бахаєв (рос. Бахаев) — хутір у Грязінському районі Липецької області Російської Федерації.
Населення становить 34  особи. Належить до муніципального утворення Карамишевська сільрада.

## Історія
З 13 червня 1934 до 6 січня 1954 року у складі Воронезької області. Відтак входить до складу Липецької області.
Згідно із законом від 23 вересня 2004 року № 126-ОЗ органом місцевого самоврядування є Карамишевська сільрада.

## Населення
| 2010 | 2013 |
| ---- | ---- |
| 27   | ↗34  |